# Xantonnea
Xantonnea là một chi thực vật có hoa trong họ Thiến thảo (Rubiaceae).

## Loài
Chi Xantonnea gồm các loài: